# Салвадор Собрал
Салвадор Собрал (порт. Salvador Sobral; Лисабон, 28. децембар 1989) португалски је певач. Победио је на Песми Евровизије 2017. са песмом Amar pelos dois.

## Живот и каријера
Собрал се родио у Лисабону, али је током детињства живео у САД и у Барселони. Године 2009, учествовао је у трећој сезони португалског Идола, где се у завршници пласирао седми. Његова сестра Луиза Собрал, такође певачица, у првој сезони истог такмичења, заузела је треће место. 5. марта 2017, Салвадор је након победе у националној селекцији стекао шансу да представља Португал на Песми Евровизије у Кијеву са песмом Amar pelos dois.